# Ampletochilina
Ampletochilina is een geslacht van uitgestorven kreeftachtigen uit de klasse van de Ostracoda (mosselkreeftjes).

## Soorten
- Ampletochilina clivosa (Kanygin, 1967) Schallreuter, 1969 †
- Ampletochilina esulcata (Lundin, 1965) Schallreuter, 1969 †
- Ampletochilina granifera (Sarv, 1962) Schallreuter, 1969 †
- Ampletochilina priscina Olempska, 1994 †
- Ampletochilina reticulata (Thorslund, 1940) Schallreuter, 1969 †
- Ampletochilina ryghooftensis Schallreuter, 1987 †
- Ampletochilina trapezoidea Schallreuter, 1969 †